# 4634 Shibuya
4634 Shibuya este un asteroid din centura principală, descoperit pe 16 ianuarie 1988 de Masaru Inoue și Osamu Muramatsu.